# 路易-利奥波德·布瓦伊
路易-利奥波德·布瓦伊（法語：Louis-Léopold Boilly，發音：[lwi leɔpɔl(d) bwaji] ⓘ；1761年7月5日—1845年1月4日），法国画家、绘图员。他尤其以法国大革命后巴黎生活场景和许多小幅肖像画而闻名，创作了许多生动记录法国中产阶级社会生活的风俗画。其在1800年的画作《Un Trompe-l'œil》引入了“trompe-l'œil”一词，即视觉陷阱。

## 画作

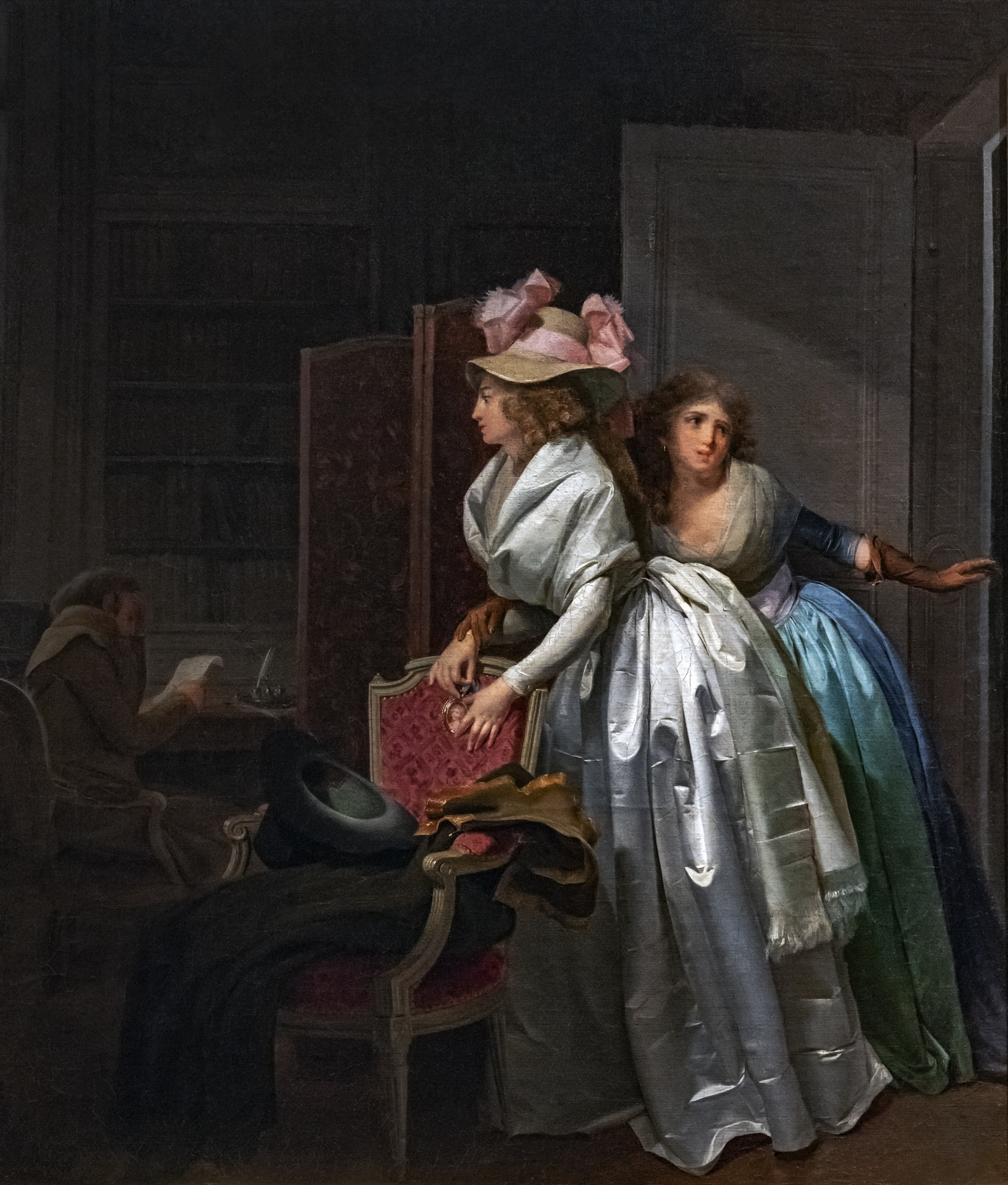
《精致的礼物》（1787年），今藏于图卢兹本贝格基金会（法语：Fondation Bemberg）。
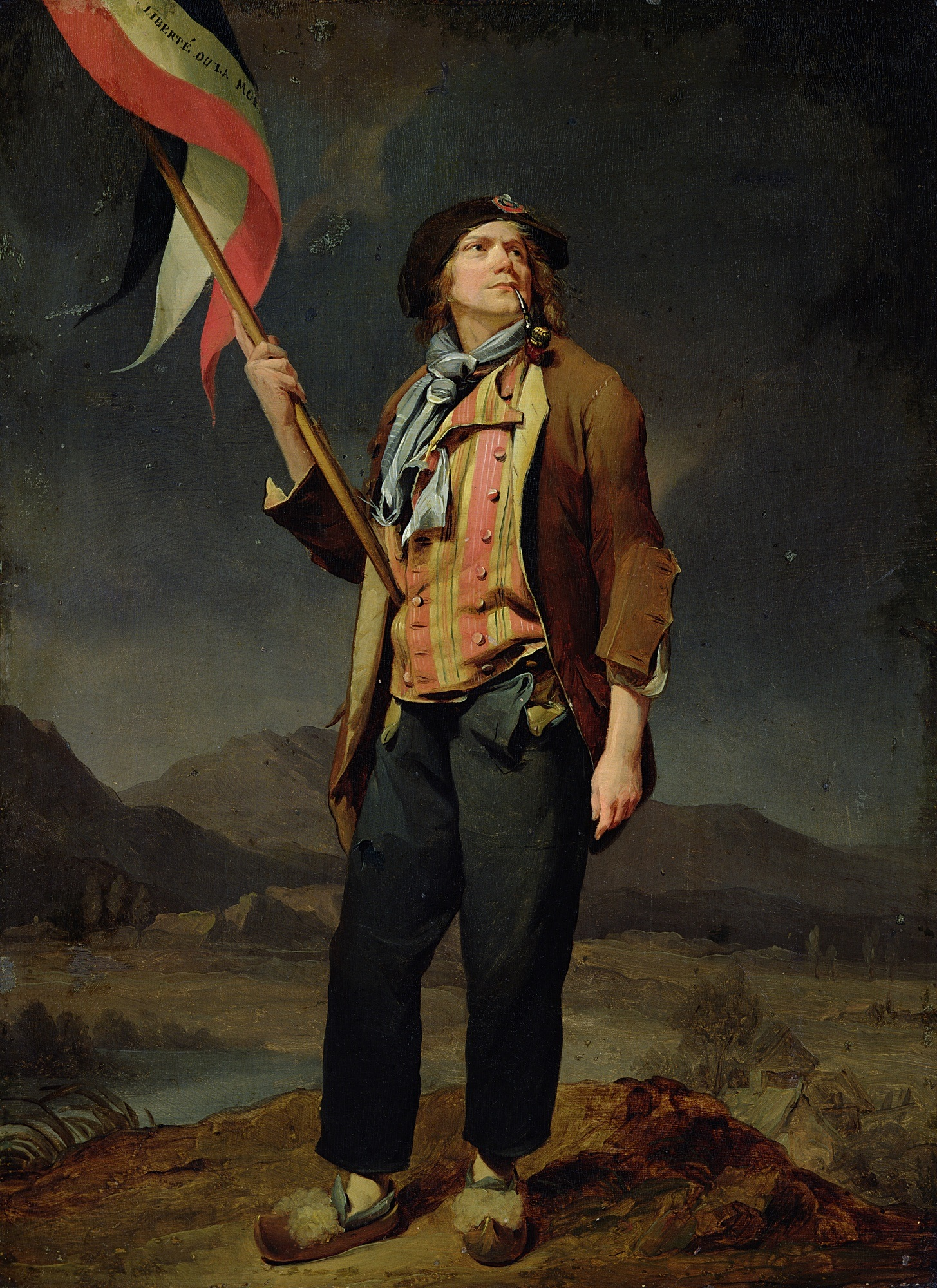
《穿着无套裤的歌手舍纳尔》（1792年），今藏于巴黎卡納瓦萊博物館。
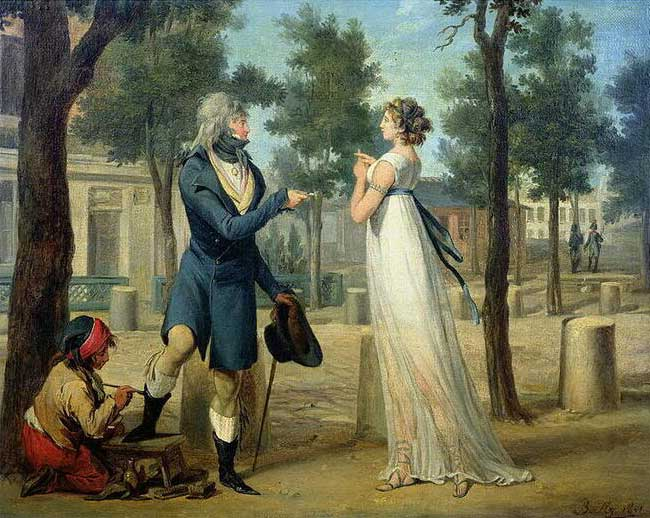
《不约（法语：Point de convention）》（约1797年），私人收藏。
《伊萨贝工作室的艺术家聚会（法语：Réunion d'artistes dans l'atelier d'Isabey）》（1798年），今藏于巴黎卢浮宫。
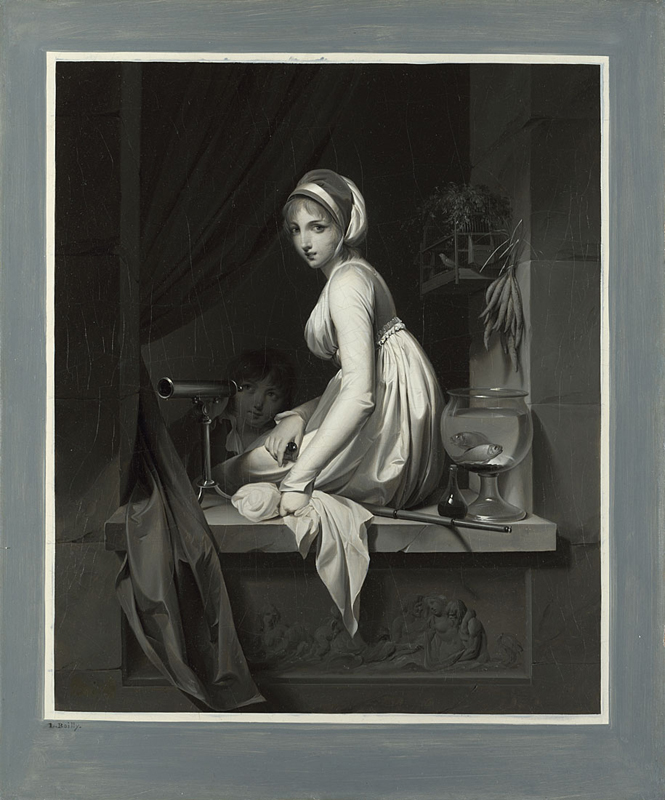
《窗边的女孩》（1799年之后），今藏于伦敦国家美术馆。
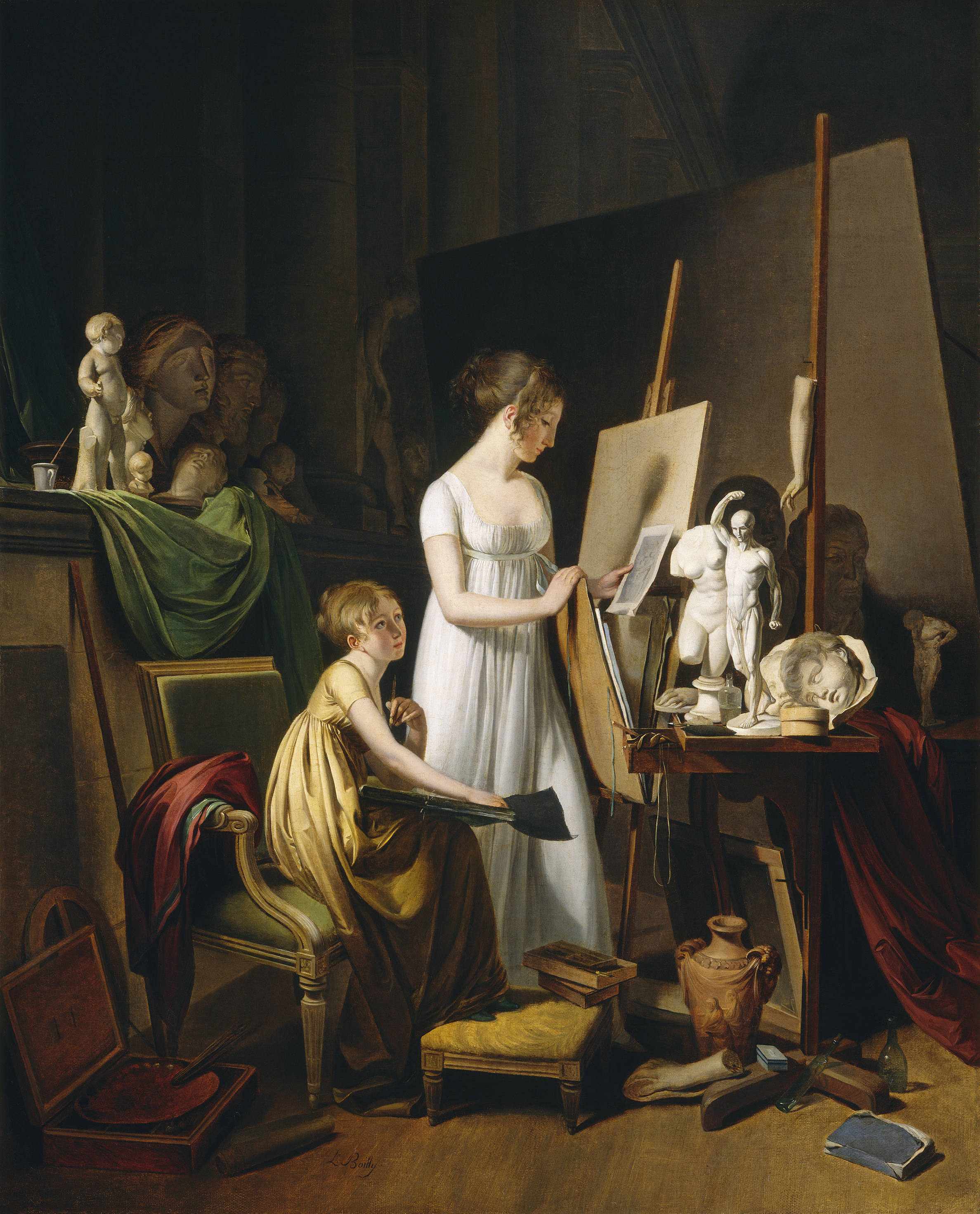
《画家的工作室》（约1800年），今藏于华盛顿哥伦比亚特区国家美术馆。
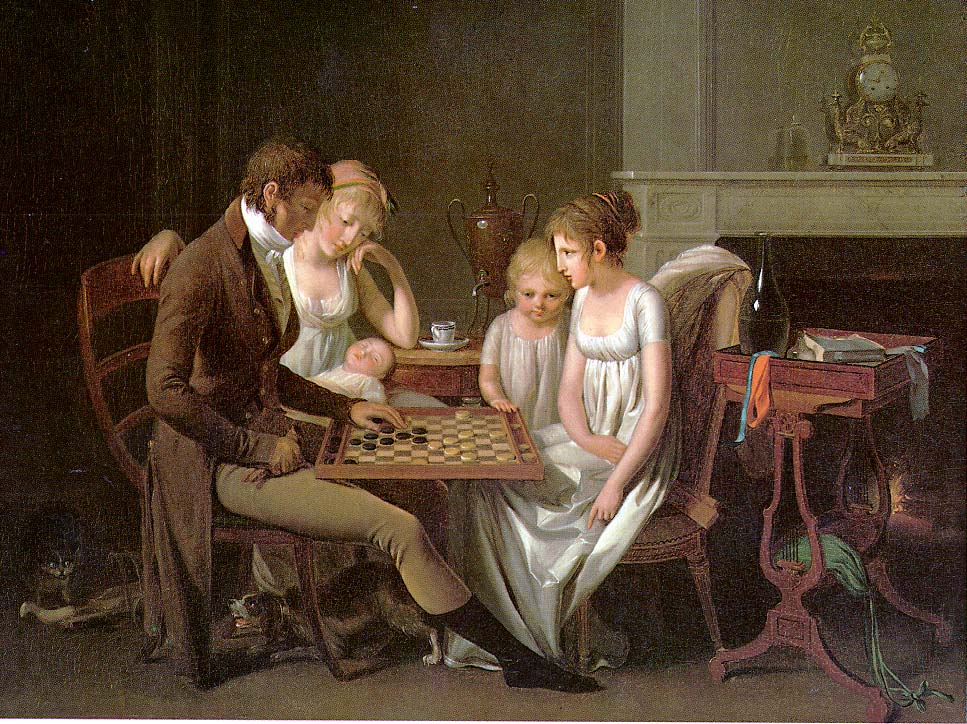
《跳棋》（约1803年），私人收藏。
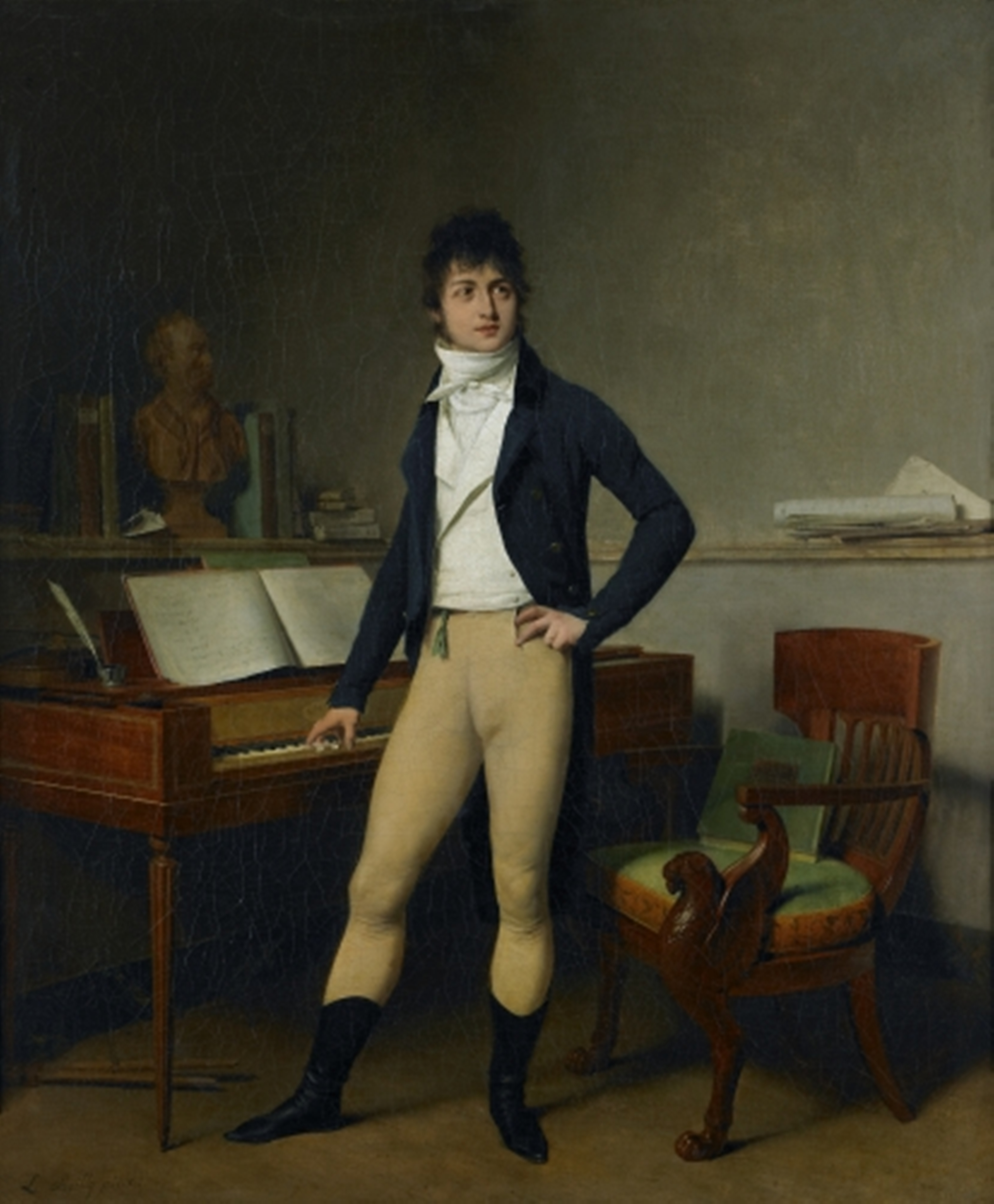
《作曲家弗朗索瓦-阿德里安·布瓦尔迪厄在古鋼琴旁》（1800年沙龙），今藏于魯昂美術館。
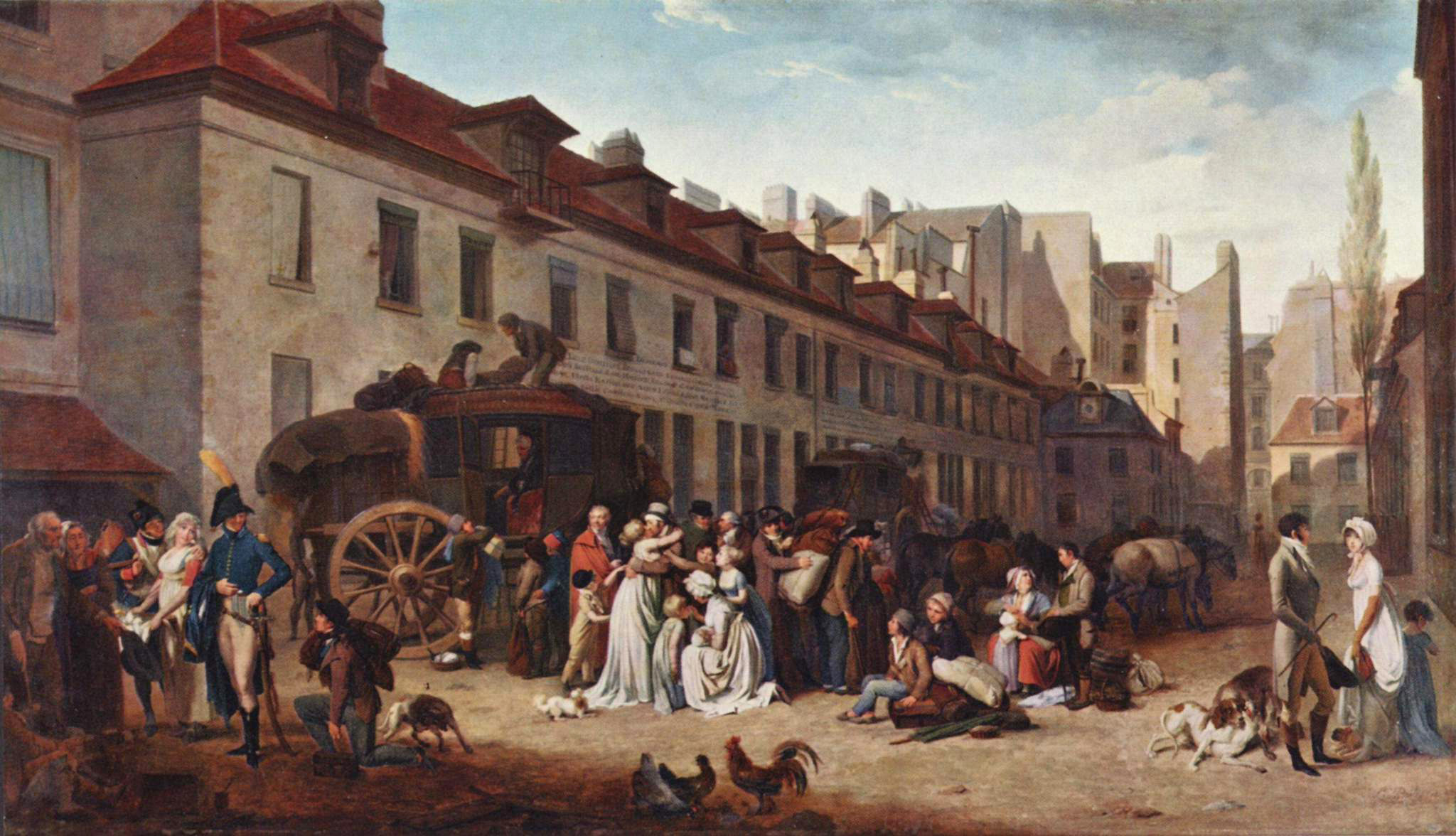
《驿马车抵达圣母得胜路的邮递公司大院》（1802年），今藏于巴黎卢浮宫。
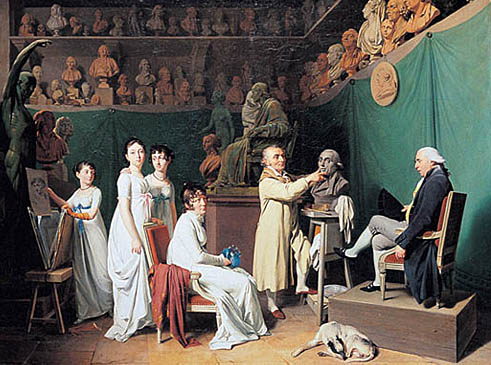
《乌东的工作室》（约1804年），今藏于巴黎裝飾藝術博物館。
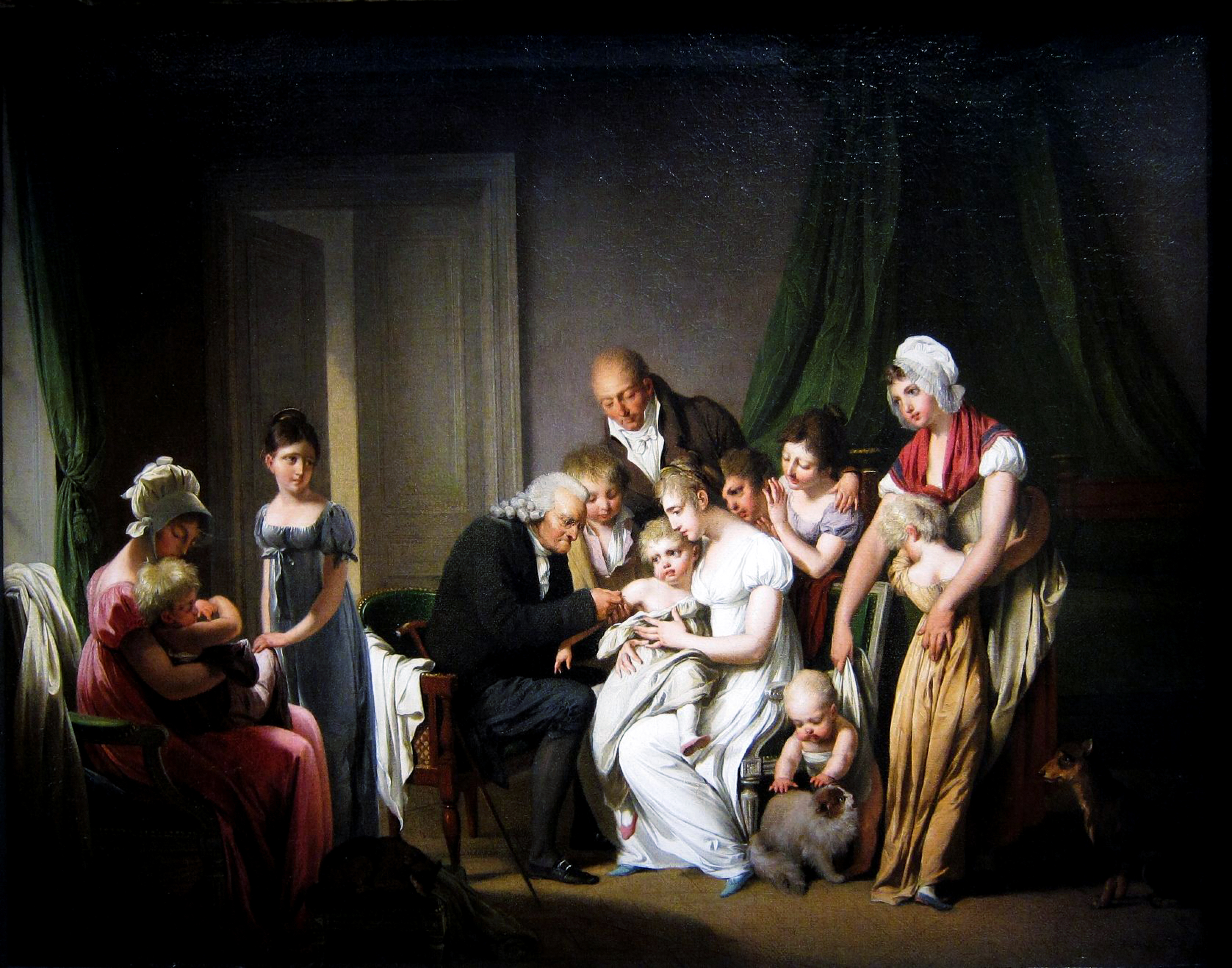
《巴黎的天花接种》（1807年），今藏于伦敦惠康图书馆（英语：Wellcome Library）。
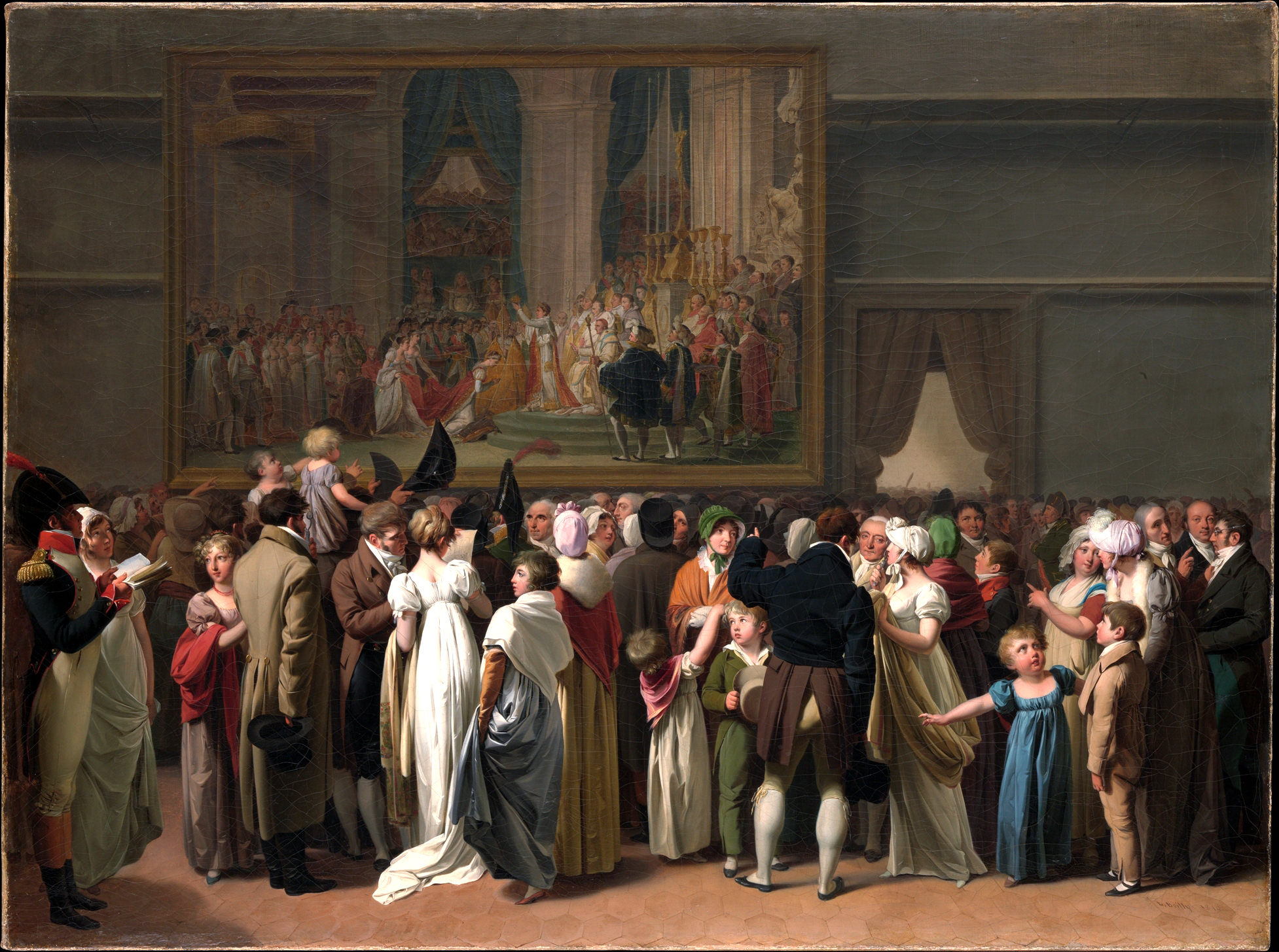
《观众在卢浮宫观看大卫加冕典礼图》（1810年），今藏于纽约大都會藝術博物館。
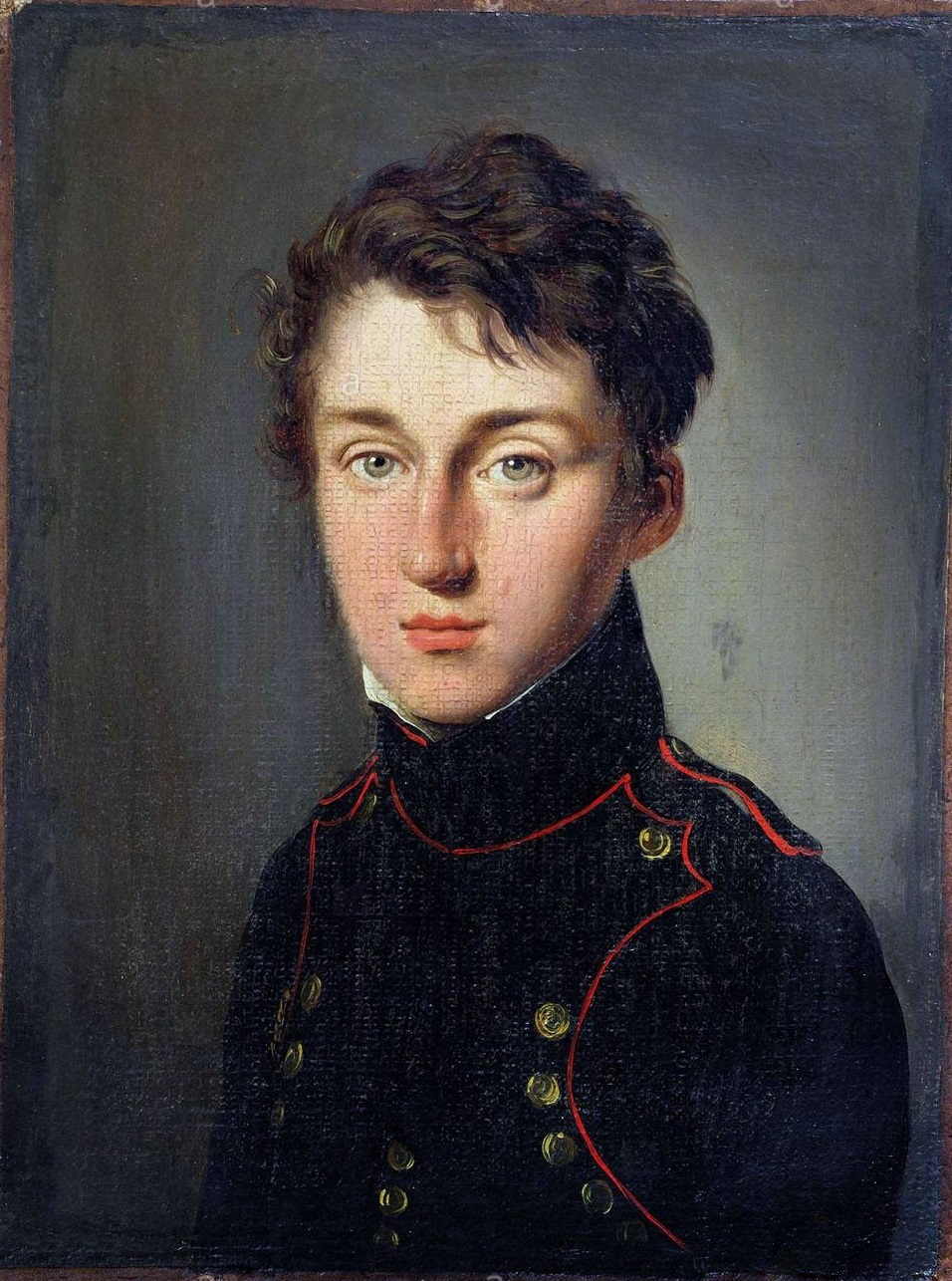
《身着理工学院制服的萨迪·卡诺》（1813年），私人收藏。
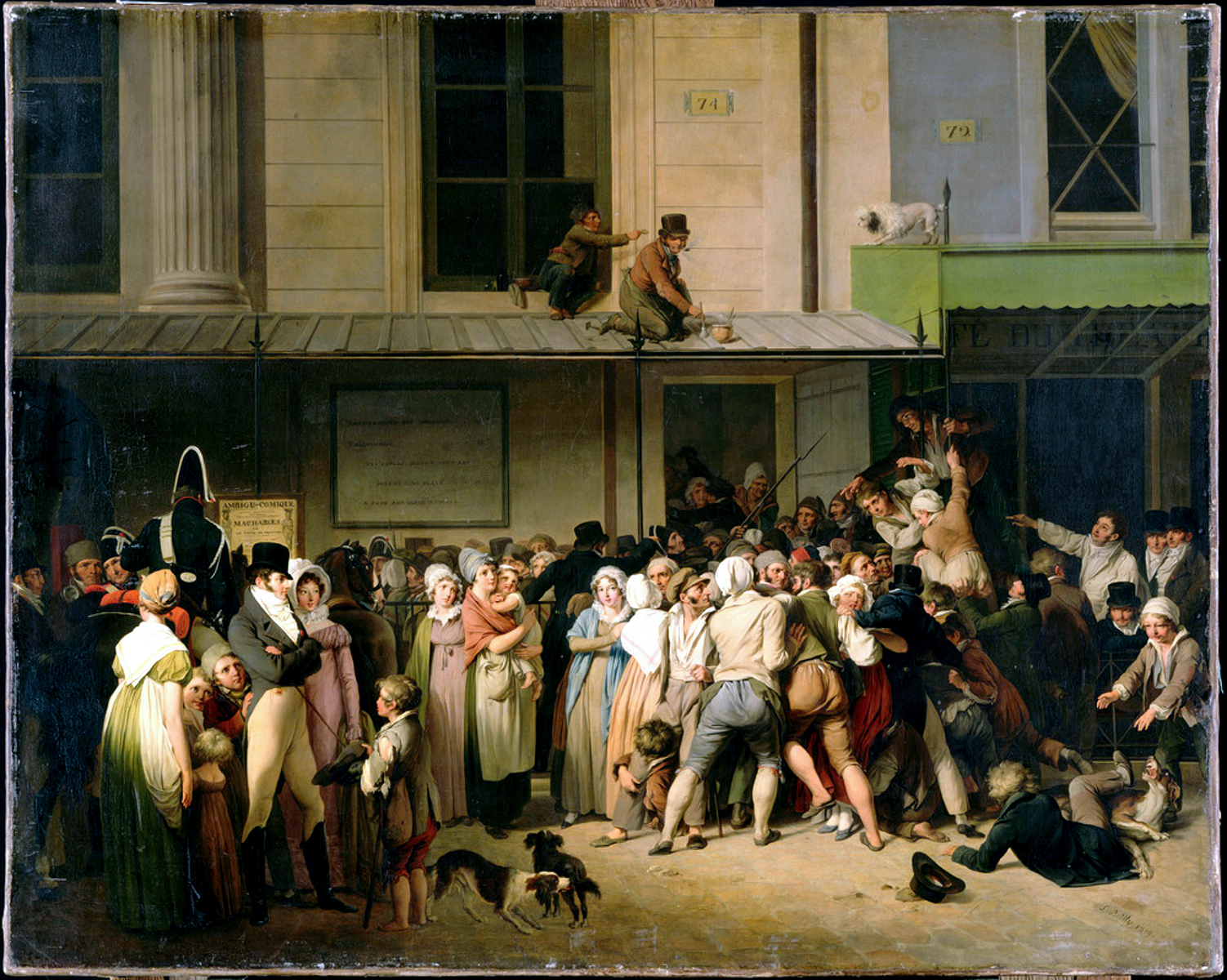
进入多样喜剧院（法语：Théâtre de l'Ambigu-Comique）观看免费表演（1819年），今藏于巴黎卢浮宫。
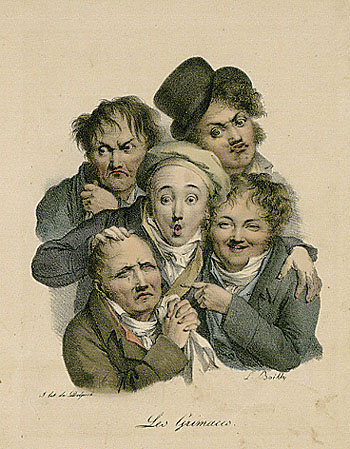
石版画《扮鬼脸的众人》（1824年）。
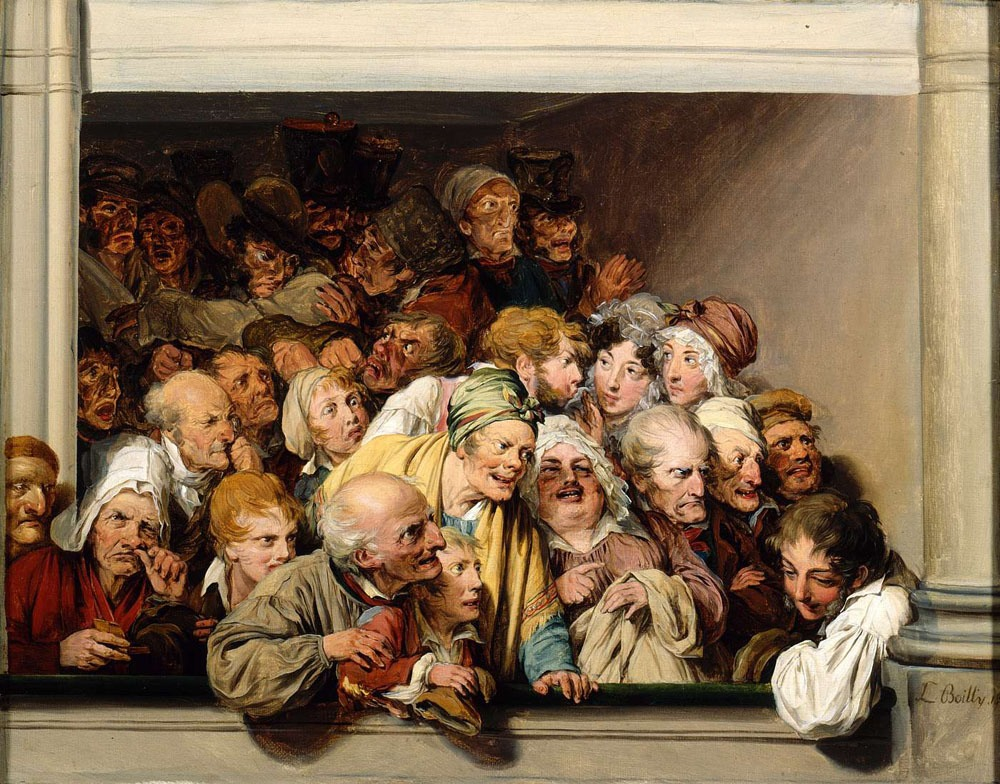
《免费表演日的包厢》（1830年），今藏于凡爾賽朗比内博物馆（法语：musée Lambinet）。
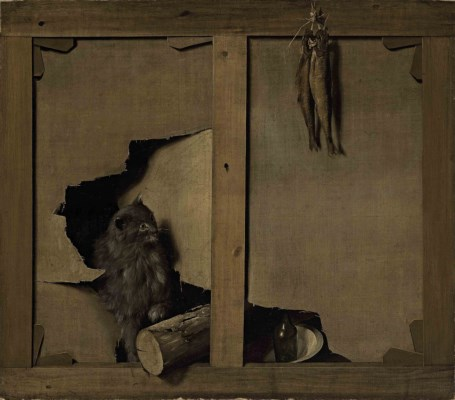
《一只猫和一根木头穿过画布的视觉陷阱画》，巴黎，私人收藏。